# Fiumi più lunghi del mondo
Questa è una lista dei fiumi più lunghi del mondo, che elenca, in ordine decrescente, i corsi d'acqua di lunghezza maggiore o uguale ai 1 000 chilometri.
Quando la lunghezza di un fiume è seguita da un asterisco (*), il valore è una media delle varie lunghezze misurate. Se la differenza fra le lunghezze misurate dalle fonti è significativa, vengono elencate tutte le lunghezze. C'è una gran difficoltà a capire quale sia il più lungo tra il Nilo  e il Rio delle Amazzoni ma le medie dicono che il più lungo è il Rio delle Amazzoni.

## Complicazioni nello stabilire un primato inequivocabile
La lunghezza esatta  di un fiume non è sempre facile da calcolare, in quanto è necessario identificare in maniera precisa la posizione della sorgente e della foce. La regola è quella di risalire fino alla sorgente dell'affluente più lungo, cioè la sorgente più lontana dalla foce.
Prendendo ad esempio il fiume Mississippi, bisogna considerare la fonte del fiume Jefferson, un tributario del fiume Missouri che, a sua volta, è un tributario del Mississippi. Il fiume Jefferson, a sua volta, è formato dai fiumi Big Hole e Beaverhead.
Il Big Hole, che scorre in Montana, nasce dai monti della Bitterroot Range al confine con l'Idaho e appena a est della Salmon National Forest; inizialmente scorre verso nord, quasi ad arco, per poi scendere verso sud-est, congiungendosi dopo 155 miglia con il Beaverhead, nei pressi della cittadina di Twin Bridges, per formare il Jefferson River.
Il Beaverhead nasce come Red Rock River nella Beaverhead-Deerlodge Natl. Forest, anche qui ai confini con l'Idaho, appena a sud dell'Henry's Lake. Il Red Rock River scorre nei due Red Rock Lakes, poi riempie il Lima Reservoir (lago artificiale), e poi prende il nome di Beaverhead quando esce dalla diga del Clark Canyon Reservoir. Dalla sorgente il Red Rock River scorre 60 miglia sino al Lima Reservoir, e altre 50 sino al Clarks Canyon Reservoir, dal quale esce come Beaverhead.
La sorgente del Mississippi, includendo pertanto i fiumi Missouri, Jefferson e Beaverhead/Red Rock River, è alle Brower's Springs, nelle Centennial Mountains del Montana, che danno origine, appunto, al Red Rock River. Tuttavia, un tributario differente, e più breve, è identificato come il "vero" Mississippi. Quando questo fiume viene misurato dalla foce alla fonte più lontana viene chiamato Mississippi-Missouri-Jefferson.
La misura di molti fiumi risulta, per questo, solo approssimativa. In particolare c'è sempre stata una disputa su quale sia il fiume più lungo al mondo: Nilo o Rio delle Amazzoni, a seconda della diversa sorgente presa in considerazione. La sorgente o fonte di un fiume può essere difficile da determinare in quanto un fiume ha solitamente molti affluenti.
Inoltre è difficile determinare dove cominci esattamente un fiume poiché molto spesso i corsi fluviali sono costituiti da flussi stagionali, da paludi o da laghi di natura mutevole.
Parimenti, anche la foce di un fiume può essere difficile da determinare, come nel caso in cui il fiume abbia un grande estuario che gradualmente si allarga e si apre verso l'oceano; alcuni esempi sono il Río de la Plata e il fiume San Lorenzo. Alcuni fiumi, invece, non hanno una vera foce; diminuiscono gradualmente il loro volume d'acqua e infine evaporano o si disperdono in uno strato acquifero oppure vengono deviati per l'agricoltura. Il punto esatto dove questi fiumi finiscono varia, quindi, a seconda delle stagioni.
La lunghezza di un fiume può essere difficile da determinare anche per la mancanza di mappe precise. In questi casi la misura della lunghezza di un fiume dipenderà dalla scala della mappa su cui la misura è basata; generalmente più grande è la scala, maggiore sarà la misura di lunghezza risultante. Questo problema è stato evidenziato da Lewis Fry Richardson e ha una sua rilevanza anche quando si misurano i confini fra i paesi e le linee costiere. Nel migliore dei casi, la misura della lunghezza di un fiume dovrebbe basarsi su una mappa con scala abbastanza grande, che permetta almeno di poter osservare la larghezza del fiume stesso.
Anche quando sono disponibili mappe precise, misurare la lunghezza non è sempre chiaro. Un fiume può avere, infatti, rami multipli. Inoltre, non è chiaro come debba essere misurata la lunghezza di un fiume che passa attraverso un lago: questo può, infatti, variare stagionalmente. Tutti questi motivi, rendono difficile, se non impossibile, ottenere una misura molto precisa della lunghezza di un fiume e di qualsiasi corso d'acqua in generale.

## Fiumi più lunghi di 1000 chilometri
Nella seguente lista le diverse misure derivanti da altre fonti (dovute ai motivi sopra elencati) sono state poste tra parentesi.
| Legenda Continenti | Legenda Continenti | Legenda Continenti | Legenda Continenti | Legenda Continenti | Legenda Continenti |
| ------------------ | ------------------ | ------------------ | ------------------ | ------------------ | ------------------ |
| Africa             | Asia               | Oceania            | Europa             | Nord America       | Sud America        |

| Numero | Fiume                                 | Lunghezza (km)        | Bacino idrografico (km²) | Portata media (m³/s) | Foce                                 | Paesi nel bacino idrografico |
| ------ | ------------------------------------- | --------------------- | ------------------------ | -------------------- | ------------------------------------ | --- |
| 1      | Rio delle Amazzoni *                  | 6 992                 | 6 915 000                | 219 000              | Oceano Atlantico                     | Brasile, Perù, Bolivia, Colombia, Ecuador, Venezuela.                                                                                |
| 2      | Nilo *                                | 6 853                 | 3 254 555                | 2 830                | Mar Mediterraneo                     | Etiopia, Eritrea, Sudan, Uganda, Tanzania, Kenya, Ruanda, Burundi, Egitto, Repubblica Democratica del Congo, Sudan del Sud.          |
| 3      | Mississippi - Missouri - Jefferson    | 6 778                 | 3 238 000                | 17 000               | Golfo del Messico                    | Stati Uniti d'America, Canada |
| 4.     | Fiume Azzurro (Yangtze) (Chang Jiang) | 6 418                 | 1 800 000                | 34 000               | Mar Cinese Orientale                 | Cina |
| 5.     | Fiume Giallo (Huang He)               | 5 464                 | 752 000                  | 2 571                | Mare di Bohai                        | Cina |
| 6.     | Ob' - Irtyš                           | 5 410*                | 2 990 000                | 12 800               | Golfo dell'Ob                        | Russia, Kazakistan, Cina |
| 7.     | Mekong (Lancang Jiang)                | 4 880                 | 810 000                  | 16 000               | Mar Cinese Meridionale               | Laos, Thailandia, Cina, Cambogia, Vietnam, Myanmar                                                                                   |
| 8.     | Enisej - Angara - Selenga             | 4 506                 | 2 580 000                | 19 600               | Mare di Kara                         | Russia, Mongolia |
| 9.     | Amur-Argun' (Heilong Jiang)           | 4 444                 | 1 855 000                | 11 400               | Mare di Ochotsk                      | Russia, Cina, Mongolia |
| 10.    | Lena                                  | 4 400                 | 2 490 000                | 17 100               | Mare di Laptev                       | Russia |
| 11.    | Congo (Zaire)                         | 4 371 (4 670)         | 3 680 000                | 41 800               | Oceano Atlantico                     | Repubblica Democratica del Congo, Repubblica Centrafricana, Angola, Repubblica del Congo, Tanzania, Camerun, Zambia, Burundi, Ruanda |
| 12.    | Niger                                 | 4 167 (4 138*)        | 2 090 000                | 9 570                | Golfo di Guinea                      | Nigeria, Mali, Niger, Algeria, Guinea, Camerun, Burkina Faso, Costa d'Avorio, Benin, Ciad                                            |
| 13.    | Mackenzie - Peace - Finlay            | 4 022                 | 1 790 000                | 9 700                | Mare di Beaufort                     | Canada |
| 14.    | Paraná (Río de la Plata)              | 3 998 (4 700)         | 3 100 000                | 25 700               | Oceano Atlantico                     | Brasile, Argentina, Paraguay, Bolivia, Uruguay                                                                                       |
| 15.    | Murray - Darling                      | 3 750 (3 520)         | 1 061 000                | 767                  | Oceano Antartico                     | Australia |
| 16.    | Volga                                 | 3 645*                | 1 380 000                | 8 080                | Mar Caspio                           | Russia |
| 17.    | Shatt al-'Arab / Arvandrud - Eufrate  | 3 596 (2 992)         | 884 000                  | 856                  | Golfo Persico                        | Iraq, Turchia, Iran, Siria |
| 18.    | Purus                                 | 3 379 (2 948) (3 210) | 63 166                   | 8 400                | Rio delle Amazzoni                   | Brasile, Perù |
| 19.    | Madeira - Mamoré                      | 3 239                 | 850 000                  | 17 000               | Rio delle Amazzoni                   | Brasile, Bolivia, Perù |
| 20.    | Yukon                                 | 3 184                 | 850 000                  | 6 210                | Mar di Bering                        | Stati Uniti d'America, Canada |
| 21.    | Indo (Sindhu)                         | 3 180                 | 960 000                  | 7 160                | Mar Arabico                          | Pakistan, India, Cina, Afghanistan                                                                                                   |
| 22.    | São Francisco                         | 3 180* (2 900)        | 610 000                  | 3 300                | Oceano Atlantico                     | Brasile |
| 23.    | Syr Darya - Naryn                     | 3 078                 | 219 000                  | 703                  | Mare d'Aral                          | Kazakistan, Kirghizistan, Uzbekistan, Tagikistan                                                                                     |
| 24.    | Salween (Nu Jiang)                    | 3 060                 | 324 000                  | 3 153                | Mare delle Andamane                  | Cina, Myanmar, Thailandia |
| 25.    | San Lorenzo - Grandi Laghi            | 3 058                 | 1 030 000                | 10 100               | Golfo di San Lorenzo                 | Canada, Stati Uniti d'America |
| 26.    | Rio Grande                            | 3 057 (2 896)         | 570 000                  | 82                   | Golfo del Messico                    | Stati Uniti d'America, Messico |
| 27.    | Tunguska Inferiore                    | 2 989                 | 473 000                  | 3 600                | Enisej                               | Russia |
| 28.    | Brahmaputra                           | 2 948*                | 1 730 000                | 19 200               | Baia del Bengala                     | India, Cina, Nepal, Bangladesh, Bhutan                                                                                               |
| 29.    | Danubio                               | 2 850*                | 817 000                  | 7 130                | Mar Nero                             | Germania, Austria, Slovacchia, Ungheria, Croazia, Serbia, Bulgaria, Romania, Moldavia, Ucraina                                       |
| 30.    | Eufrate                               | 2 760                 | 765 831                  | 818                  | Golfo Persico                        | Turchia, Siria, Iraq |
| 31.    | Tocantins                             | 2 699                 | 1 400 000                | 13 598               | Oceano Atlantico, Rio delle Amazzoni | Brasile |
| 32.    | Zambesi (Zambesi)                     | 2 693*                | 1 330 000                | 4 880                | Canale del Mozambico                 | Zambia, Angola, Zimbabwe, Mozambico, Malawi, Tanzania, Namibia, Botswana                                                             |
| 33.    | Viljuj                                | 2 650                 | 454 000                  | 1 480                | Lena                                 | Russia |
| 34.    | Amu Darya                             | 2 650                 | 534 739                  | 1 400                | Mare d'Aral                          | Uzbekistan, Turkmenistan, Tagikistan, Afghanistan                                                                                    |
| 35.    | Araguaia                              | 2 627                 | 358 125                  | 6 172                | Tocantins                            | Brasile |
| 36.    | Caquetá (Rio Yapurá o Japurá)         | 2 615*                | 242 259                  | 6 000                | Rio delle Amazzoni                   | Brasile, Colombia |
| 37.    | Nelson - Saskatchewan                 | 2 570                 | 1 093 000                | 2 575                | Baia di Hudson                       | Canada |
| 38.    | Paraguay (Rio Paraguay)               | 2 549                 | 900 000                  | 4 300                | Paraná                               | Brasile, Paraguay, Bolivia, Argentina                                                                                                |
| 39.    | Kolyma                                | 2 513                 | 644 000                  | 3 800                | Mare della Siberia Orientale         | Russia |
| 40.    | Gange                                 | 2 510 (2 700)         | 907 000                  | 12 037               | Brahmaputra, Baia del Bengala        | India, Bangladesh, Nepal |
| 41.    | Pilcomayo                             | 2 500                 | 270 000                  | 200                  | Paraguay                             | Paraguay, Argentina, Bolivia |
| 42.    | Ob' Superiore                         | 2 490                 |                          |                      | Ob'                                  | Russia |
| 43.    | Išim                                  | 2 450                 | 177 000                  | 56                   | Irtyš                                | Kazakistan, Russia |
| 44.    | Jurua                                 | 2 410                 | 200 000                  | 6 000                | Rio delle Amazzoni                   | Perù, Brasile |
| 45.    | Ural                                  | 2 428                 | 237 000                  | 475                  | Mar Caspio                           | Russia, Kazakistan |
| 46.    | Arkansas                              | 2 348                 | 505 000 (435 122)        | 204                  | Mississippi                          | Stati Uniti d'America |
| 47.    | Ubangi - Uele                         | 2 300                 | 613 202                  | 4 000                | Congo                                | Repubblica Democratica del Congo, Repubblica Centrafricana                                                                           |
| 48.    | Olenëk                                | 2 292                 | 220 000                  | 1 210                | Mare di Laptev                       | Russia |
| 49.    | Dnepr                                 | 2 287                 | 516 300                  | 1 670                | Mar Nero                             | Russia, Bielorussia, Ucraina |
| 50.    | Aldan                                 | 2 273                 | 729 000                  | 5 060                | Lena                                 | Russia |
| 51.    | Rio Negro                             | 2 250                 | 691 000                  | 29 300               | Rio delle Amazzoni                   | Brasile, Venezuela, Colombia |
| 52.    | Columbia                              | 2 250 (1953)          | 415 211                  | 7 400                | Oceano Pacifico                      | Stati Uniti d'America, Canada |
| 53.    | Colorado                              | 2 333                 | 390 000                  | 1 200                | Golfo di California                  | Stati Uniti d'America, Messico |
| 54.    | Pearl - Xi Jiang                      | 2 200                 | 437 000                  | 13 600               | Mar Cinese Meridionale               | Cina, Vietnam |
| 55.    | Red                                   | 2 188                 | 78 592                   | 1 900                | Mississippi                          | Stati Uniti d'America |
| 56.    | Irrawaddy (Irrawaddi o Ayeyarwady )   | 2 170                 | 411 000                  | 13 000               | Mare delle Andamane                  | Myanmar |
| 57.    | Kasai                                 | 2 153                 | 925 172                  | 12 000               | Congo                                | Angola, Repubblica Democratica del Congo                                                                                             |
| 58.    | Ohio - Allegheny                      | 2 102                 | 490 603                  | 7 957                | Mississippi                          | Stati Uniti d'America |
| 59.    | Orinoco                               | 2 101                 | 880 000                  | 30 000               | Oceano Atlantico                     | Venezuela, Colombia |
| 60.    | Tarim                                 | 2 100                 |                          |                      | Lop Nor                              | Cina |
| 61.    | Xingu                                 | 2 100                 |                          |                      | Rio delle Amazzoni                   | Brasile |
| 62.    | Orange                                | 2 092                 |                          |                      | Oceano Atlantico                     | Sudafrica, Namibia, Botswana, Lesotho                                                                                                |
| 63.    | Salado del Norte                      | 2 010                 |                          |                      | Paraná                               | Argentina |
| 64.    | Vitim                                 | 1 978                 |                          |                      | Lena                                 | Russia |
| 65.    | Tigri                                 | 1 950                 | 375 000                  | 1 014                | Shatt al-'Arab                       | Turchia, Iraq, Siria, Iran |
| 66.    | Songhua                               | 1 927                 |                          |                      | Amur                                 | Cina |
| 67.    | Tapajós                               | 1 900                 |                          |                      | Rio delle Amazzoni                   | Brasile |
| 68.    | Don                                   | 1 870                 | 422 000                  | 935                  | Mar d'Azov                           | Russia |
| 69.    | Angara                                | 1 865                 |                          | 4 530                | Yenisei                              | Russia |
| 70.    | Pečora                                | 1 809                 | 322 000                  | 4 100                | Mare di Barents                      | Russia |
| 71.    | Kama                                  | 1 805                 | 507 000                  |                      | Volga                                | Russia |
| 72.    | Limpopo                               | 1 800                 |                          |                      | Oceano Indiano                       | Mozambico, Zimbabwe, Sudafrica, Botswana                                                                                             |
| 73.    | Guaporé                               | 1 749                 | 266 460                  | 1 530                | Mamoré                               | Brasile, Bolivia |
| 74.    | Indigirka                             | 1 726                 |                          |                      | Mare della Siberia Orientale         | Russia |
| 75.    | Snake                                 | 1 670                 |                          |                      | Columbia                             | Stati Uniti d'America |
| 76.    | Senegal                               | 1 641                 | 419 659                  |                      | Oceano Atlantico                     | Senegal, Mali, Mauritania |
| 77.    | Uruguay                               | 1 610                 |                          |                      | Oceano Atlantico                     | Uruguay, Argentina, Brasile |
| 78.    | Nilo azzurro                          | 1 600                 |                          |                      | Nilo                                 | Etiopia, Sudan |
| 79.    | Churchill                             | 1 600                 |                          |                      | Baia di Hudson                       | Canada |
| 80.    | Chatanga                              | 1 600                 |                          |                      | Mare di Laptev                       | Russia |
| 81.    | Okavango                              | 1 600                 |                          |                      | Delta dell'Okavango                  | Namibia, Angola, Botswana |
| 82.    | Volta                                 | 1 600                 | 407 093                  | 1 210                | Golfo di Guinea                      | Ghana, Burkina Faso, Togo, Costa d'Avorio, Benin                                                                                     |
| 83.    | Beni                                  | 1 599                 |                          |                      | Madeira                              | Bolivia |
| 84.    | Platte                                | 1 594                 |                          |                      | Missouri                             | Stati Uniti d'America |
| 85.    | Tobol                                 | 1 591                 |                          |                      | Irtysh                               | Kazakistan, Russia |
| 86.    | Giuba (Jubba) - Uebi Scebeli          | 1 580*                |                          |                      | Oceano Indiano                       | Etiopia, Somalia |
| 87.    | Putumayo                              | 1 575                 |                          |                      | Rio delle Amazzoni                   | Brasile, Perù, Colombia, Ecuador |
| 88.    | Magdalena                             | 1 550                 |                          |                      | Mar dei Caraibi                      | Colombia |
| 89.    | Han                                   | 1 532                 |                          |                      | Yangtze                              | Cina |
| 90.    | Lomami                                | 1 500                 |                          |                      | Congo                                | Repubblica Democratica del Congo |
| 91.    | Oka                                   | 1 500                 |                          |                      | Volga                                | Russia |
| 92.    | Pecos                                 | 1 490                 |                          |                      | Rio Grande                           | Stati Uniti d'America |
| 93.    | Yenisei superiore                     | 1 480                 |                          |                      | Yenisei                              | Russia, Mongolia |
| 94.    | Godavari                              | 1 465                 |                          |                      | Golfo del Bengala                    | India |
| 95.    | Colorado (Texas)                      | 1 438                 |                          |                      | Golfo del Messico                    | Stati Uniti d'America |
| 96.    | Río Grande (Guapay)                   | 1 438                 |                          |                      | Ichilo                               | Bolivia |
| 97.    | Belaya                                | 1 420                 |                          |                      | Kama                                 | Russia |
| 98.    | Cooper - Barcoo                       | 1 420                 |                          |                      | Lago Eyre                            | Australia |
| 99.    | Marañón                               | 1 415                 |                          |                      | Rio delle Amazzoni                   | Perù |
| 100.   | Nistro                                | 1 411 (1 352)         |                          |                      | Mar Nero                             | Ucraina, Moldavia |
| 101.   | Benue                                 | 1 400                 |                          |                      | Niger                                | Camerun, Nigeria |
| 102.   | Ili (Yili)                            | 1 400                 |                          |                      | Lago Balqaš                          | Cina, Kazakistan |
| 103.   | Warburton - Georgina                  | 1 400                 |                          |                      | Lago Eyre                            | Australia |
| 104.   | Yamuna                                | 1 376                 |                          |                      | Gange                                | India |
| 105.   | Sutlej                                | 1 370                 |                          |                      | Chenab                               | Cina, India, Pakistan |
| 106.   | Vyatka                                | 1 370                 |                          |                      | Kama                                 | Russia |
| 107.   | Fraser                                | 1 368                 |                          |                      | Oceano Pacifico                      | Canada |
| 108.   | Kura                                  | 1 364                 |                          |                      | Mar Caspio                           | Azerbaigian, Georgia, Armenia, Turchia, Iran                                                                                         |
| 109.   | Rio Grande (Paraná)                   | 1 360                 |                          |                      | Paraná                               | Brasile |
| 110.   | Brazos                                | 1 352                 |                          |                      | Golfo del Messico                    | Stati Uniti d'America |
| 111.   | Liao                                  | 1 345                 |                          |                      | Mare di Bohai                        | Cina |
| 112.   | Yalong                                | 1 323                 |                          |                      | Yangtze                              | Cina |
| 113.   | Iguazú                                | 1 320                 |                          |                      | Paraná                               | Brasile, Argentina |
| 114.   | Olëkma                                | 1 320                 |                          |                      | Lena                                 | Russia |
| 115.   | Reno                                  | 1 320                 | 144 055                  | 2 300                | Mare del Nord                        | Germania, Francia, Svizzera, Paesi Bassi, Austria, Lussemburgo, Liechtenstein                                                        |
| 116.   | Krishna                               | 1 300                 |                          |                      | Golfo del Bengala                    | India |
| 117.   | Iriri                                 | 1 300                 |                          |                      | Xingu                                | Brasile |
| 118.   | Narmada                               | 1 289                 |                          |                      | Mar Arabico                          | India |
| 119.   | Ottawa                                | 1 271                 |                          |                      | San Lorenzo                          | Canada |
| 120.   | Zeja                                  | 1 242                 |                          |                      | Amur                                 | Russia |
| 121.   | Juruena                               | 1 240                 |                          |                      | Tapajós                              | Brasile |
| 122.   | Mississippi superiore                 | 1 236                 |                          |                      | Mississippi                          | Stati Uniti d'America |
| 123.   | Athabasca                             | 1 231                 |                          |                      | Mackenzie                            | Canada |
| 124.   | Canadian                              | 1 223                 |                          |                      | Arkansas                             | Stati Uniti d'America |
| 125.   | North Saskatchewan                    | 1 220                 |                          |                      | Saskatchewan                         | Canada |
| 126.   | Vaal                                  | 1 210                 |                          |                      | Orange                               | Sudafrica |
| 127    | Draa                                  | 1 250                 |                          |                      | Oceano Atlantico                     | Marocco |
| 127.   | Shire                                 | 1 200                 |                          |                      | Zambesi                              | Mozambico, Malawi |
| 129.   | Nen (Nonni)                           | 1 190                 |                          |                      | Songhua                              | Cina |
| 130.   | Green River                           | 1 175                 |                          |                      | Colorado                             | Stati Uniti d'America |
| 131.   | Milk                                  | 1 173                 |                          |                      | Missouri                             | Stati Uniti d'America, Canada |
| 132.   | Elba                                  | 1 162*                | 148 268                  | 870                  | Mare del Nord                        | Germania, Repubblica Ceca |
| 133.   | Chindwin                              | 1 158                 |                          |                      | Irrawaddy                            | Myanmar |
| 134.   | James                                 | 1 143                 |                          |                      | Missouri                             | Stati Uniti d'America |
| 135.   | Kapuas                                | 1 143                 |                          |                      | Mar Cinese Meridionale               | Indonesia |
| 136.   | Helmand                               | 1 130                 |                          |                      | Hamun-i-Helmand                      | Afghanistan, Iran |
| 137.   | Madre de Dios                         | 1 130                 |                          |                      | Madeira                              | Perù, Bolivia |
| 138.   | Tietê                                 | 1 130                 |                          |                      | Paraná                               | Brasile |
| 139.   | Vyčegda                               | 1 130                 |                          |                      | Dvina Settentrionale                 | Russia |
| 140.   | Sepik                                 | 1 126                 | 77 700                   |                      | Oceano Pacifico                      | Papua Nuova Guinea, Indonesia |
| 141.   | Cimarron                              | 1 123                 |                          |                      | Arkansas                             | Stati Uniti d'America |
| 142.   | Anadyr'                               | 1 120                 |                          |                      | Golfo dell'Anadyr'                   | Russia |
| 143.   | Liard                                 | 1 115                 |                          |                      | Mackenzie                            | Canada |
| 144.   | White                                 | 1 102                 |                          |                      | Mississippi                          | Stati Uniti d'America |
| 145.   | Huallaga                              | 1 100                 |                          |                      | Marañón                              | Perù |
| 146.   | Gambia                                | 1 094                 |                          |                      | Oceano Atlantico                     | Gambia, Senegal, Guinea |
| 147.   | Chenab                                | 1 086                 |                          |                      | Indo                                 | India, Pakistan |
| 148.   | Yellowstone                           | 1 080                 |                          |                      | Missouri                             | Stati Uniti d'America |
| 149.   | Donec                                 | 1 078 (1 053)         |                          |                      | Don                                  | Ucraina, Russia |
| 150    | Oum Er-Rbia                           | 1 050                 |                          |                      | Oceano Atlantico                     | Marocco |
| 151.   | Bermejo                               | 1 050                 |                          |                      | Paraguay                             | Argentina, Bolivia |
| 152.   | Fly                                   | 1 050                 |                          |                      | Golfo di Papua                       | Papua Nuova Guinea, Indonesia |
| 153.   | Guaviare                              | 1 050                 |                          |                      | Orinoco                              | Colombia |
| 154.   | Kuskokwim                             | 1 050                 |                          |                      | Mar di Bering                        | Stati Uniti d'America |
| 155.   | Tennessee                             | 1 049                 |                          |                      | Ohio                                 | Stati Uniti d'America |
| 156.   | Daugava                               | 1 020                 |                          |                      | Golfo di Riga                        | Lettonia, Bielorussia, Russia |
| 157.   | Gila                                  | 1 015                 |                          |                      | Colorado                             | Stati Uniti d'America |
| 158.   | Vistola                               | 1 014                 | 194 424                  | 1 080                | Mar Baltico                          | Polonia |
| 159.   | Loira                                 | 1 012                 | 121 000                  | 931                  | Oceano Atlantico                     | Francia |
| 160.   | Essequibo                             | 1 010                 |                          |                      | Oceano Atlantico                     | Guyana |
| 161.   | Chopër                                | 1 010                 |                          |                      | Don                                  | Russia |
| 162.   | Tago                                  | 1 006                 |                          |                      | Oceano Atlantico                     | Spagna, Portogallo |
| 163.   | Colorado (Argentina)                  | 1 000                 | 350 000                  | 148                  | Oceano Atlantico                     | Argentina |